# Rodrigo França
Rodrigo Ferreira França (Rio de Janeiro, 28 de janeiro de 1978), mais conhecido como Rodrigo França, é um diretor de cinema e teatro, ator, dramaturgo, filósofo, professor, articulador cultural, produtor, escritor, artista plástico e empresário brasileiro.
É ativista pelos direitos civis, sociais e políticos da população negra no Brasil. Tem como inspiração o ator, diretor e político Abdias do Nascimento e a atriz Chica Xavier.
O carioca é responsável pela dramaturgia e direção do espetáculo infanto-juvenil O Pequeno Príncipe Preto, que discute os estereótipos associados à representação dos negros como heróis infantis, onde foi assistido por mais de 60 mil espectadores. 
Com o filme Barba, Cabelo & Bigode, Rodrigo França entra na história sendo o primeiro diretor negro da Netflix Brasil a produzir conteúdo original.

## Carreira
Rodrigo França iniciou sua carreira de ator no teatro e no cinema em 1992, na companhia teatral TUERJ do ator e diretor Antonio Pedro Borges. Desde então, participou de mais de 60 espetáculos. Interpretou Martin Luther King (1929-1968) na montagem teatral intitulada "O Encontro – Malcolm X e Martin Luther King", que narra a reunião fictícia entre os dois grandes líderes estadunidenses para discutir rumos e estratégias da luta pelo fim da discriminação racial.
França é coautor do texto e da direção de O Inimigo Oculto e integrou o elenco da peça documentário Contos Negreiros do Brasil, com texto de Marcelino Freire e direção de Fernando Philbert. Esteve também à frente da produção do musical O Grande Circo dos Sonhos e foi diretor assistente da peça Além do que Nossos Olhos Registram. Atuando com diversos parceiros, como as diretoras Valéria Monã e Mery Delmond, é ainda um dos idealizadores do movimento Segunda Black, que articula trabalhos artísticos de coletivos de teatro negro do Rio de Janeiro.
É secretário executivo da Diverso Cultura e Desenvolvimento; incubadora que fomenta projetos de arte e tecnologia. Também é sócio das produtoras Orí Conhecimentos e Palco 123.
Em 2020, lançou seu primeiro livro infantil – O pequeno príncipe preto – que anteriormente era uma peça teatral e sofreu algumas alterações para a publicação no novo formato, publicando pela editora Nova Fronteira. No best seller, o escritor aborda questões de representatividade, exaltação da beleza negra, além de trazer a mensagem de que negros descendem de reis e rainhas. 
Escreveu junto com o jornalista Adalberto Neto o livro Confinamentos & Afins: o olhar de um homem negro sobre resistência e representatividade, editado pela Agir. Organizou com o historiador Jonathan Raymundo a antologia Pretagonismos, que ficou entre os dez livros mais vendidos do país nas primeiras semanas de lançamento.  Este publicado pela editora Agir, participam 28 intelectuais negros, negras e uma indígena elaborando uma análise da sociedade a partir de um profundo recorte racial. 
Sobre a presença de pessoas negras no audiovisual e na literatura, Rodrigo afirmou em entrevista ao portal Ecoa: “Protagonismo não é só gente preta na frente da TV ou no teatro, protagonismo é poder. Narrativa é poder. É poder quem escreve, quem dirige, quem ilumina, quem veste. Então, na medida em que tenho mais produtores de elenco seguindo essa lógica, mais eu modifico essa estrutura hegemônica que a narrativa nos coloca como subalternos.”
Foi júri profissional do Festival Internacional de Animação - Anima Mundi 2012.
Passou a ser conhecido pelo grande público por ter participado da décima nona edição do Big Brother Brasil. 
Também formado em artes-plásticas (pintura impressionista, cerâmica e escultura pedra sabão) pela Oficina de Artes Maria Teresa Vieira e pela Sociedade Brasileira de Belas Artes, já expôs suas pinturas no Brasil, nos Estados Unidos e em Portugal. 
Com foco na filosofia econômica black money, o empresário Rodrigo França criou a Kaza 123, onde não faz mais parte como sócio do espaço gastronômico; Boteco & Gafieira Seu França, espaço que cultua a boemia da Lapa – Rio; e o Restaurante Consulado Rosa Malê no Pelourinho – Salvador. 
Em 2022 fez parte do Juri do Prêmio Jabuti.

## Audiovisual
| Ano  | Título                       | Função                  | Direção                      | Notas                  |
| ---- | ---------------------------- | ----------------------- | ---------------------------- | ---------------------- |
| 2022 | Barba, Cabelo & Bigode       | Direção                 | Rodrigo França               | Longa-Metragem Netflix |
| 2021 | Como esquecer um grande amor | Direção / Roteiro       | Rodrigo França               | Curta-Metragem         |
| 2020 | Liberdade?                   | Direção / Roteiro       | Rodrigo França               | Curta-Metragem         |
| 2020 | Escuta!                      | Elenco                  | Ana Nero                     | Curta-Metragem         |
| 2020 | Medida Provisória            | Elenco                  | Lázaro Ramos                 | Longa-Metragem         |
| 2019 | Big Brother Brasil 19        | Participante (7º lugar) | Boninho e Rodrigo Dourado    | Reality show           |
| 2017 | O Sonho de Rui               | Elenco                  | Cavi Borges e Ulisses Mattos | Longa-Metragem         |
| 2017 | O Jogo                       | Elenco                  | Clementino Júnior            | Curta-Metragem         |
| 2017 | Malhação Viva a Diferença    | Elenco                  | Paulo Silvestrini            | Série Globo            |
| 2017 | Era uma vez uma História     | Elenco                  | Vários                       | Série Band             |
| 2015 | A Regra do Jogo              | Elenco                  | Amora Mautner                | Telenovela Globo       |
| 1996 | Caça Talentos                | Elenco                  | Carlos Magalhães             | Série Globo            |

## Teatro
| Ano  | Título                                         | Função                | Direção                            |
| ---- | ---------------------------------------------- | --------------------- | ---------------------------------- |
| 2022 | Jorge pra sempre verão                         | Direção               | Rodrigo França                     |
| 2022 | Vozes negras – A Força do Canto Feminino       | Dramaturgia           | Gustavo Gasparini                  |
| 2021 | Capiroto                                       | Direção / Dramaturgia | Rodrigo França                     |
| 2021 | A Menina Akili e seu Tambor Falante            | Direção               | Rodrigo França                     |
| 2020 | Oboró - masculinidades negras                  | Direção               | Rodrigo França                     |
| 2020 | Yabá – mulheres negras                         | Co-direção            | Luiza Loroza                       |
| 2019 | O amor como revolução                          | Direção               | Rodrigo França                     |
| 2019 | O Encontro - Malcolm X & Martin Luther King Jr | Elenco                | Isaac Bernat                       |
| 2019 | Enlaçador de mundos                            | Direção               | Rodrigo França                     |
| 2019 | Turmalina 18-50                                | Supervisão Artística  | Vinicius Baião                     |
| 2019 | O pequeno principe preto                       | Direção / Dramaturgia | Rodrigo França                     |
| 2019 | O inimigo oculto                               | Direção / Dramaturgia | Rodrigo França e Andrea Bordadagua |
| 2018 | Contos Negreiros do Brasil                     | Elenco / Dramaturgia  | Fernando Philbert                  |
| 2018 | Cauby! Cauby!                                  | Elenco                | Flávio Marinho e Diogo Vilela      |
| 2013 | Jacinta                                        | Elenco                | Aderbal Freire-Filho               |
| 2013 | Cacilda Becker                                 | Elenco                | José Celso Martinez Corrêa         |
| 2010 | Palavra de Mulher                              | Direção               | Rodrigo França                     |
| 2010 | Orfeu da Conceição                             | Elenco                | Aderbal Freire-Filho               |
| 2008 | Eu sou o Samba                                 | Elenco                | Fábio Pillar                       |
| 2008 | Gota D'Água                                    | Elenco                | João Fonseca                       |
| 2008 | Sonho de Uma Noite de São João                 | Elenco                | Anderson Cunha                     |
| 2005 | A Canção Brasileira                            | Elenco                | Paulo Betti                        |
| 2005 | Versos de Hollanda                             | Elenco                | Márcio Azevedo                     |
| 2004 | Uma Rede para Iemanjá                          | Elenco                | Aduni Benton                       |
| 2003 | Lapa do Desterro                               | Elenco                | Lua Barreto                        |
| 2003 | Otelo da Mangueira                             | Elenco                | Daniel Hartz                       |
| 2000 | Noel-Feitiço da Vila                           | Elenco                | Andréia Fernandes                  |
| 1995 | Deus e o Diabo na Terra do Sol                 | Elenco                | Betina Viany                       |
| 1995 | Mãe é Quase Tudo Igual                         | Elenco                | Marcelo Dias e Ísis Faury          |

## Prêmios e indicações
| Ano  | Prêmio                    | Categoria                  | Trabalho                            |
| ---- | ------------------------- | -------------------------- | ----------------------------------- |
| 2022 | Prêmio Ubuntu             | Intelectualidade Preta     |                                     |
| 2022 | Prêmio APTR               | Melhor Peça Infantojuvenil | A Menina Akili e Seu Tambor Falante |
| 2020 | Prêmio Ubuntu             | Intelectualidade Preta     |                                     |
| 2019 | Prêmio Shell              | Inovação                   | Coletivo Segunda Black              |
| 2019 | Prêmio Botequim Cultural  | Prêmio Especial            | Oboró – Masculinidades Negras       |
| 2019 | Prêmio Questão de Crítica |                            | Coletivo Segunda Black              |
| 2019 | Prêmio Questão de Crítica |                            | Contos Negreiros do Brasi           |